# Foreigner (Foreigner-Album)
Foreigner ist das Debütalbum der amerikanisch-britischen Rockband Foreigner. Es wurde am 8. März 1977 von ihrem Musiklabel Atlantic Records veröffentlicht.

## Hintergrund
Das Album wurde von April bis November 1976 in den Studios The Hit Factory und Atlantic Recording Studios, New York City aufgenommen. Produziert wurde es von John Sinclair und Gary Lyons in Zusammenarbeit mit den Bandmitgliedern Mick Jones und Ian McDonald. Ursprünglich sollte Roy Thomas Baker das Album produzieren, doch dieser war nicht verfügbar. Mick Jones übernahm den Leadgesang bei Starrider.

## Titelliste
| Nr. | Titel                     | Autor(en)                  | Länge |
| --- | ------------------------- | -------------------------- | ----- |
| 1.  | Feels Like the First Time | Mick Jones                 | 3:49  |
| 2.  | Cold as Ice               | Jones, Lou Gramm           | 3:19  |
| 3.  | Starrider                 | Al Greenwood, Jones        | 4:01  |
| 4.  | Headknocker               | Gramm, Jones               | 2:58  |
| 5.  | The Damage Is Done        | Jones, Gramm               | 4:15  |
| 6.  | Long, Long Way from Home  | Jones, Gramm, Ian McDonald | 2:53  |
| 7.  | Woman Oh Woman            | Jones                      | 3:49  |
| 8.  | At War with the World     | Jones                      | 4:18  |
| 9.  | Fool for You Anyway       | Jones                      | 4:15  |
| 10. | I Need You                | Gramm, Jones               | 5:09  |

| Nr. | Titel                            | Autor(en) | Länge |
| --- | -------------------------------- | --------- | ----- |
| 11. | Feels Like the First Time (Demo) | Jones     | 3:40  |
| 12. | Woman Oh Woman (Demo)            | Jones     | 4:14  |
| 13. | At War with the World (Demo)     | Jones     | 5:00  |
| 14. | Take Me to Your Leader (Demo)    |           | 3:40  |

## Kommerzieller Erfolg

### Chartplatzierungen
Das Album erreichte Platz vier der Billboard 200 und Fünffachplatin in den USA.
| ChartsChartplatzierungen       | Höchstplatzierung | Wochen |
| ------------------------------ | ----------------- | ------ |
| Vereinigte Staaten (Billboard) | 5 (113 Wo.)       | 113    |

### Auszeichnungen für Musikverkäufe
| Land/Region               | Auszeichnungen für Musikverkäufe (Land/Region, Auszeichnung, Verkäufe) | Verkäufe  |
| ------------------------- | ---------------------------------------------------------------------- | --------- |
| Australien (ARIA)         | Platin                                                                 | 70.000    |
| Kanada (MC)               | Platin                                                                 | 100.000   |
| Niederlande (NVPI)        | Gold                                                                   | 50.000    |
| Vereinigte Staaten (RIAA) | 5× Platin                                                              | 5.000.000 |
| Insgesamt                 | 1× Gold · 7× Platin ·                                                  | 5.220.000 |